# Mauricio Larriera
José Mauricio Larriera Dibarboure (Florida, 26 de agosto de 1970) es un exfutbolista y entrenador uruguayo. Actualmente dirige a Everton de la Primera División de Chile.

## Trayectoria

### Inicios
Larriera fue futbolista profesional, jugó en la posición de lateral derecho, en 1989 estuvo en las inferiores de Liverpool de Montevideo y en 2005 estuvo en el club El Tanque Sisley.
Luego de unos años decidió dejar la práctica y estudiar para convertirse en director técnico. Su primera oportunidad profesional como entrenador ayudante llegó en el año 2007, cuando se unió al cuerpo técnico de Gerardo Pelusso por el club Alianza Lima de Perú.

### Como ayudante técnico
A principios de 2006, Gerardo Pelusso lo incluye en su cuerpo técnico como asistente, en Alianza Lima. El uruguayo llegó al equipo incaico tras una de las peores campañas de la institución y un año después fue el mejor de su país, se alzó como campeón del Torneo Peruano 2006 y participó en Copa Libertadores.  Posteriormente, estando al mando de Nacional de Uruguay ganó el Campeonato Uruguayo 2009 y llegó a semifinales de Copa Libertadores. Al año siguiente va como ayudante a la Universidad de Chile, club donde pese a no lograr buenos rendimientos en el ámbito local, alcanzó por tercera vez la fase de semifinales de Copa Libertadores 2010.
En el 2011 va al Club Olimpia de Paraguay, ganando el Torneo Clausura. Un año más tarde, el 10 de julio de 2012, fue parte del cuerpo técnico de la Selección de fútbol de Paraguay, llegando así a dirigir por primera vez un combinado nacional. Llegó al conjunto guaraní cuando este se |encontraba penúltimo en la carrera mundialista a Brasil 2014. El debutó con un empate (3-3) ante Guatemala en un amistoso jugado en la ciudad de Washington pero oficialmente se estrenó con una derrota de Paraguay (3-1) ante Argentina en el Estadio Mario Alberto Kempes, luego cayó ante Venezuela (0-2) en Asunción y nuevamente perdió por la misma diferencia ante Colombia (2-0) en Barranquilla.
Sin embargo, en su cuarto partido al frente de los paraguayos, venció a Perú (1-0) en el Estadio Defensores del Chaco y luego rescató un importante punto en su visita a Montevideo (1-1), pero cuando todo parecía estar mejorando cayó ante Ecuador (4-1) en Quito y de sobremesa fue derrotado (1-2) en Asunción ante Chile. Luego de este fracaso el cuerpo técnico liderado por Gerardo Pelusso renuncian a la selección paraguaya por no haber logrado remediar el mal momento que propició Francisco Arce al comienzo de dichas eliminatorias.

### Como entrenador

#### Sol de América
Luego de dejar el cuerpo técnico de Gerardo Pelusso en 2013 se queda en Paraguay y comienza su carrera como entrenador profesional y en septiembre de aquel año asume la banca del Club Sol de América, sin embargo dejó la banca el mes siguiente.

#### Racing
Para el Clausura la directiva apuesta por la juventud de Larriera para hacerse cargo del plantel principal. Racing termina 7.º en el Clausura y 8.º en la Anual sentando las bases de la que sería nuestra mejor campaña en la historia del club en Primera División. El torneo, fue uno -si no el mejor- de los mejores en la historia del club. Durante varias fechas Racing estuvo primero en la tabla de posiciones, desplegando un fútbol fiel a la identidad de nuestra institución, de toque corte y vocación ofensiva, El equipo al mando del joven entrenador Mauricio Larriera ya había demostrado de lo que era capaz durante el Torneo Clausura anterior y en esta ocasión sin la agonía de estar luchando para mantener al equipo en la categoría, el director técnico logró hacer explotar todas las virtudes de un plantel plagado de jugadores de buen pie, de hecho hasta que llegaron las derrotas ante Defensor Sporting y Nacional -ambas de forma consecutiva en la 9.ª y 10.ª fecha- el club se mantuvo en la cima de las posiciones, así y todo, el gran campeonato se termina coronando con una gran victoria ante Peñarol, en el Estadio Centenario por 3 tantos contra 2, luego de ir perdiendo 2 a 0 en el primer tiempo, el equipo culmina 2.º con 32 pts y vicecampeón del torneo. Su buena campaña llevó a una importante distinción personal para Larriera: Fue elegido como el mejor técnico de la temporada 14/15.

#### Defensor Sporting
En el "Violeta" tuvo una buena campaña, en la temporada 2015 del fútbol uruguayo, en el clausura dejó al equipo en el tercer lugar de la tabla con 27 puntos, manteniendo un buen juego mostrado dentro de la cancha, sin embargo pese a tener 2 años de contrato con el club, prefirió la parte económica y terminó anticipadamente por un llamado del Al Wakrah de Catar.

#### Godoy Cruz
Tras la salida de Lucas Bernardi de la dirección técnica, asume Larriera, quién dirigió al equipo solo en la primera mitad del campeonato.Debutó oficialmente en el conjunto Mendozino el 9 de agosto de 2017 en Porto Alegre, en la revancha frente a Grêmio por los octavos de final de la Copa Libertadores en el que perdió por 2 a 1.El equipo de Larriera ganó todos sus partidos de local, sin embargo, de visita su rendimiento fue muy negativo. Por Copa Argentina llegó a cuartos de final y terminó cayendo contra Rosario Central de local por 2 a 3.El 5 de diciembre de 2017, presentó su renuncia al cargo luego de una serie de malos resultados.

#### O'Higgins
Luego de su paso por Argentina, el 30 de junio de 2018 es confirmado como nuevo entrenador de O'Higgins, equipo de la ciudad de Rancagua y que juega en la Primera División de Chile. Llegó al club celeste remplazando a Gabriel Milito, quien dejó el club por una mala campaña y fichó en el conjunto chileno hasta fines de la temporada 2019. Sin embargo, su estadía en Rancagua duró mucho menos de lo previsto, ya que tras cosechar un triunfo, un empate y seis derrotas, el 24 de septiembre se confirmó su despido, con el club rozando los puestos de descenso y un preocupante rendimiento del 16,7% bajo su gestión.

#### Peñarol
En diciembre del 2020 el Club Atlético Peñarol, bajo la presidencia de Ignacio Ruglio, contrató a Larriera como nuevo entrenador. Disputó el último torneo perteneciente al Campeonato Uruguayo, el Torneo Clausura 2020 finalizando segundo del mismo y tercero en la tabla anual, sin embargo, al no aceptar el puesto de Uruguay 3 para la Copa Libertadores no clasifica al torneo y si lo hace a la Copa Sudamericana. 
Durante su estancia en el Manya, eliminaría a Nacional en octavos de final de la Copa Sudamericana 2021.No obstante, quedarían eliminados en las semifinales ante el Athletico Paranaense.En el plano local, obtendrían el Torneo Clausura 2021 y, unos días más tarde, lograrían el Campeonato Uruguayo 2021 luego de vencer a Plaza Colonia en los penales.En enero de 2022, Larriera lograría su tercer título como entrenador al obtener la Supercopa Uruguaya.El 1 de agosto de 2022, tras perder ante Fénix, presentó su renuncia al cargo.

#### Alianza Lima
El 2 de agosto de 2023, fue oficializado como nuevo entrenador del Alianza Lima luego de la salida de Guillermo Salas con un contrato por medio año y una posible renovación acorde a los resultados hasta el fin de la temporada. Debutó el 13 de agosto como visitante frente al Cusco FC empatando 1-1 por la fecha 8 del Torneo Clausura. Los blanquiazules bajo su mando se mantenían invictos, finalizando este segundo torneo corto del año en la tercera posición y primeros en la tabla anual acumulada, por lo que clasificaron a la final. En esta definición de la Liga 1 2023 frente a su clásico rival Universitario, empataron agónicamente 1-1 en la ida y perdieron 0-2 en la vuelta, no consiguiendo el título nacional. Por consiguiente, el 10 de noviembre de ese mismo año, se anunció que no continuaría en el cuadro capitalino.

#### Newell's Old Boys
El 6 de diciembre de 2023, fue confirmado como entrenador de Newell's Old Boys.En junio de 2024, fue relevado de sus funciones luego de una serie de malos resultados.

#### Everton
El 19 de marzo de 2025, asumió al frente de Everton de la Primera División de Chile.

## Clubes

### Como jugador
| Club                | País    | Año       |
| ------------------- | ------- | --------- |
| Liverpool           | Uruguay | 1989-1994 |
| Rentistas           | Uruguay | 1994-1995 |
| Miramar Misiones    | Uruguay | 1996-1997 |
| Deportivo Maldonado | Uruguay | 1998      |
| Racing              | Uruguay | 1999-2001 |
| Rentistas           | Uruguay | 2002      |
| El Tanque Sisley    | Uruguay | 2003-2005 |

### Como entrenador
| Equipo                         | Div.                | Temporada           | Liga | Liga | Liga | Liga | Liga |    | Copa | Copa | Copa | Copa |    | Internacional | Internacional | Internacional | Internacional | Internacional |   | Otros | Otros | Otros | Otros |    | Totales     | Totales | Totales | Totales | Totales | Totales | Totales | Totales | Totales |
| Equipo                         | Div.                | Temporada           | PD   | G    | E    | P    | Pos. | PD | G    | E    | P    | PD   | G  | E             | P             | Pos.          | PD            | G             | E | P     | PD    | G     | E     | P  | Rendimiento | GF      | GC      | Dif.    | Ptos.   |         |         |         |         |
| ------------------------------ | ------------------- | ------------------- | ---- | ---- | ---- | ---- | ---- | -- | ---- | ---- | ---- | ---- | -- | ------------- | ------------- | ------------- | ------------- | ------------- | - | ----- | ----- | ----- | ----- | -- | ----------- | ------- | ------- | ------- | ------- | ------- | ------- | ------- | ------- |
| Sol de América Paraguay        | 1.ª                 | 2013-C              | 4    | 0    | 0    | 4    | Inc. | -  | -    | -    | -    | -    | -  | -             | -             | -             | -             | -             | - | -     | 4     | 0     | 0     | 4  | 0%          | 1       | 9       | -8      | 0       |         |         |         |         |
| Sol de América Paraguay        | Total               | Total               | 4    | 0    | 0    | 4    | -    | -  | -    | -    | -    | -    | -  | -             | -             | -             | -             | -             | - | -     | 4     | 0     | 0     | 4  | 0%          | 1       | 9       | -8      | 0       |         |         |         |         |
| Racing Montevideo · Uruguay    | 1.ª                 | 2013-14             | 15   | 7    | 3    | 5    | 7.º  | -  | -    | -    | -    | -    | -  | -             | -             | -             | -             | -             | - | -     | 15    | 7     | 3     | 5  | 53.34%      | 19      | 18      | +1      | 24      |         |         |         |         |
| Racing Montevideo · Uruguay    | 1.ª                 | 2014-15             | 15   | 10   | 2    | 3    | Inc. | -  | -    | -    | -    | -    | -  | -             | -             | -             | -             | -             | - | -     | 15    | 10    | 2     | 3  | 71.11%      | 32      | 26      | +6      | 32      |         |         |         |         |
| Racing Montevideo · Uruguay    | Total               | Total               | 30   | 17   | 5    | 8    | -    | -  | -    | -    | -    | -    | -  | -             | -             | -             | -             | -             | - | -     | 30    | 17    | 5     | 8  | 62.23%      | 51      | 44      | +7      | 56      |         |         |         |         |
| Defensor Sporting · Uruguay    | 1.ª                 | 2014-15             | 15   | 7    | 6    | 2    | 5.º  | -  | -    | -    | -    | -    | -  | -             | -             | -             | -             | -             | - | -     | 15    | 7     | 6     | 2  | 60%         | 20      | 16      | +4      | 27      |         |         |         |         |
| Defensor Sporting · Uruguay    | 1.ª                 | 2015-16             | 3    | 2    | 0    | 1    | Inc. | -  | -    | -    | -    | -    | -  | -             | -             | -             | -             | -             | - | -     | 3     | 2     | 0     | 1  | 66.67%      | 6       | 3       | +3      | 6       |         |         |         |         |
| Defensor Sporting · Uruguay    | Total               | Total               | 18   | 9    | 6    | 3    | -    | -  | -    | -    | -    | -    | -  | -             | -             | -             | -             | -             | - | -     | 18    | 9     | 6     | 3  | 61.11%      | 26      | 19      | +7      | 33      |         |         |         |         |
| Al-Wakrah Catar                | 1.ª                 | 2015-16             | 26   | 9    | 3    | 14   | 11.º | -  | -    | -    | -    | -    | -  | -             | -             | -             | -             | -             | - | -     | 26    | 9     | 3     | 14 | 38.47%      | 34      | 45      | -11     | 30      |         |         |         |         |
| Al-Wakrah Catar                | 1.ª                 | 2016-17             | 6    | 0    | 1    | 5    | Inc. | -  | -    | -    | -    | -    | -  | -             | -             | -             | -             | -             | - | -     | 6     | 0     | 1     | 5  | 5.56%       | 5       | 11      | -6      | 1       |         |         |         |         |
| Al-Wakrah Catar                | Total               | Total               | 32   | 9    | 4    | 19   | -    | -  | -    | -    | -    | -    | -  | -             | -             | -             | -             | -             | - | -     | 32    | 9     | 4     | 19 | 32.3%       | 39      | 56      | -17     | 31      |         |         |         |         |
| Godoy Cruz Argentina           | 1.ª                 | 2017-18             | 12   | 6    | 2    | 4    | Inc. | 3  | 2    | 0    | 1    | 1    | 0  | 0             | 1             | 1/8           | -             | -             | - | -     | 16    | 8     | 2     | 6  | 54.17%      | 25      | 22      | +3      | 26      |         |         |         |         |
| Godoy Cruz Argentina           | Total               | Total               | 12   | 6    | 2    | 4    | -    | 3  | 2    | 0    | 1    | 1    | 0  | 0             | 1             | -             | -             | -             | - | -     | 16    | 8     | 2     | 6  | 54.17%      | 25      | 22      | +3      | 26      |         |         |         |         |
| O'Higgins · Chile              | 1.ª                 | 2018                | 8    | 1    | 1    | 6    | Inc. | -  | -    | -    | -    | -    | -  | -             | -             | -             | -             | -             | - | -     | 8     | 1     | 1     | 6  | 16.67%      | 5       | 14      | -9      | 4       |         |         |         |         |
| O'Higgins · Chile              | Total               | Total               | 8    | 1    | 1    | 6    | -    | -  | -    | -    | -    | -    | -  | -             | -             | -             | -             | -             | - | -     | 8     | 1     | 1     | 6  | 16.67%      | 5       | 14      | -9      | 4       |         |         |         |         |
| Danubio · Uruguay              | 1.ª                 | 2019                | 15   | 3    | 4    | 8    | 13.º | -  | -    | -    | -    | -    | -  | -             | -             | -             | -             | -             | - | -     | 15    | 3     | 4     | 8  | 28.89%      | 14      | 21      | -7      | 13      |         |         |         |         |
| Danubio · Uruguay              | Total               | Total               | 15   | 3    | 4    | 8    | -    | -  | -    | -    | -    | -    | -  | -             | -             | -             | -             | -             | - | -     | 15    | 3     | 4     | 8  | 28.89%      | 14      | 21      | -7      | 13      |         |         |         |         |
| Montevideo Wanderers · Uruguay | 1.ª                 | 2020                | 15   | 5    | 5    | 5    | 7.º  | -  | -    | -    | -    | -    | -  | -             | -             | -             | -             | -             | - | -     | 15    | 5     | 5     | 5  | 44.44%      | 16      | 16      | +0      | 20      |         |         |         |         |
| Montevideo Wanderers · Uruguay | Total               | Total               | 15   | 5    | 5    | 5    | -    | -  | -    | -    | -    | -    | -  | -             | -             | -             | -             | -             | - | -     | 15    | 5     | 5     | 5  | 44.44%      | 16      | 16      | +0      | 20      |         |         |         |         |
| Peñarol · Uruguay              | 1.ª                 | 2020                | 15   | 8    | 5    | 2    | 3.º  | -  | -    | -    | -    | -    | -  | -             | -             | -             | -             | -             | - | -     | 15    | 8     | 5     | 2  | 64.44%      | 20      | 12      | +8      | 29      |         |         |         |         |
| Peñarol · Uruguay              | 1.ª                 | 2021                | 31   | 16   | 13   | 2    | 1.º  | -  | -    | -    | -    | 14   | 8  | 2             | 4             | 1/2           | -             | -             | - | -     | 45    | 24    | 15    | 6  | 64.44%      | 78      | 35      | +43     | 87      |         |         |         |         |
| Peñarol · Uruguay              | 1.ª                 | 2022                | 23   | 10   | 7    | 6    | Inc. | -  | -    | -    | -    | 6    | 2  | 1             | 3             | FG            | 1             | 1             | 0 | 0     | 30    | 13    | 8     | 9  | 52.22%      | 28      | 21      | +7      | 47      |         |         |         |         |
| Peñarol · Uruguay              | Total               | Total               | 69   | 34   | 25   | 10   | -    | -  | -    | -    | -    | 20   | 10 | 3             | 7             | -             | 1             | 1             | 0 | 0     | 90    | 45    | 28    | 17 | 60.37%      | 126     | 68      | +58     | 163     |         |         |         |         |
| Alianza Lima · Perú            | 1.ª                 | 2023                | 13   | 7    | 5    | 1    | 2.º  | -  | -    | -    | -    | -    | -  | -             | -             | -             | -             | -             | - | -     | 13    | 7     | 5     | 1  | 66.67%      | 14      | 7       | +7      | 26      |         |         |         |         |
| Alianza Lima · Perú            | Total               | Total               | 13   | 7    | 5    | 1    | -    | -  | -    | -    | -    | -    | -  | -             | -             | -             | -             | -             | - | -     | 13    | 7     | 5     | 1  | 66.67%      | 14      | 7       | +7      | 26      |         |         |         |         |
| Newell's Old Boys Argentina    | 1.ª                 | 2024                | 4    | 2    | 0    | 2    | Inc. | 16 | 8    | 3    | 5    | -    | -  | -             | -             | -             | -             | -             | - | -     | 20    | 10    | 3     | 7  | 55%         | 19      | 18      | +1      | 33      |         |         |         |         |
| Newell's Old Boys Argentina    | Total               | Total               | 4    | 2    | 0    | 2    | -    | 16 | 8    | 3    | 5    | -    | -  | -             | -             | -             | -             | -             | - | -     | 20    | 10    | 3     | 7  | 55%         | 19      | 18      | +1      | 33      |         |         |         |         |
| Everton · Chile                | 1.ª                 | 2025                | 15   | 4    | 5    | 6    | -    | 3  | 2    | 0    | 1    | -    | -  | -             | -             | -             | -             | -             | - | -     | 18    | 6     | 5     | 7  | 42.59%      | 25      | 25      | +0      | 23      |         |         |         |         |
| Everton · Chile                | Total               | Total               | 15   | 4    | 5    | 6    | -    | 3  | 2    | 0    | 1    | -    | -  | -             | -             | -             | -             | -             | - | -     | 18    | 6     | 5     | 7  | 42.59%      | 25      | 25      | +0      | 23      |         |         |         |         |
| Total en su carrera            | Total en su carrera | Total en su carrera | 235  | 97   | 62   | 76   | -    | 22 | 12   | 3    | 7    | 21   | 10 | 3             | 8             | -             | 1             | 1             | 0 | 0     | 279   | 120   | 68    | 91 | 51.13%      | 361     | 321     | +40     | 428     |         |         |         |         |
| 1. 2. 3.                       |                     |                     |      |      |      |      |      |    |      |      |      |      |    |               |               |               |               |               |   |       |       |       |       |    |             |         |         |         |         |         |         |         |         |

#### Resumen estadístico
| Competición                   | Partidos | Ganados | Empatados | Perdidos | %      | Resultado        |
| ----------------------------- | -------- | ------- | --------- | -------- | ------ | ---------------- |
| Primera División de Paraguay  | 4        | 0       | 0         | 4        | 0%     | 11.º lugar       |
| Primera División de Uruguay   | 147      | 68      | 45        | 34       | 56.46% | Campeón          |
| Supercopa Uruguaya            | 1        | 1       | 0         | 0        | 100%   | Campeón          |
| Liga de fútbol de Catar       | 32       | 9       | 4         | 19       | 32.3%  | 11.º lugar       |
| Primera División de Argentina | 16       | 8       | 2         | 6        | 54.17% | 9.º lugar        |
| Copa Argentina                | 5        | 4       | 0         | 1        | 80%    | Cuartos de final |
| Copa de la Liga Profesional   | 14       | 6       | 3         | 5        | 50%    | Fase de grupos   |
| Primera División de Chile     | 23       | 5       | 6         | 12       | 30.44% | 9.º lugar        |
| Copa Chile                    | 3        | 2       | 0         | 1        | 66.67% | Fase de grupos   |
| Primera División del Perú     | 13       | 7       | 5         | 1        | 66.67% | Subcampeón       |
| Copa Libertadores             | 7        | 2       | 1         | 4        | 33.33% | Octavos de final |
| Copa Sudamericana             | 14       | 8       | 2         | 4        | 61.9%  | Semifinales      |
| TOTAL                         | 279      | 120     | 68        | 91       | 51.13% | 3 Títulos        |

### Como asistente técnico
| Club                  | País     | Año       | Técnico         |
| --------------------- | -------- | --------- | --------------- |
| Alianza Lima          | Perú     | 2007      | Gerardo Pelusso |
| Nacional              | Uruguay  | 2007-2009 | Gerardo Pelusso |
| Universidad de Chile  | Chile    | 2010      | Gerardo Pelusso |
| Olimpia               | Paraguay | 2011-2012 | Gerardo Pelusso |
| Selección de Paraguay | Paraguay | 2012-2013 | Gerardo Pelusso |

## Palmarés

### Campeonatos nacionales
| Título              | Club    | País    | Año  |
| ------------------- | ------- | ------- | ---- |
| Torneo Clausura     | Peñarol | Uruguay | 2021 |
| Campeonato Uruguayo | Peñarol | Uruguay | 2021 |
| Supercopa Uruguaya  | Peñarol | Uruguay | 2022 |

### Distinciones individuales
| Distinción                                   | Año     |
| -------------------------------------------- | ------- |
| Mejor entrenador del año del Futbol Uruguayo | 2014-15 |
| Mejor entrenador del año del Futbol Uruguayo | 2021    |